# O.Torvald
O.Torvald (укр. Оторвальд) — украинская рок-группа. Образована в 2005 году в Полтаве. Первый студийный альбом вышел в 2008 году. Представители Украины на «Евровидении-2017» в Киеве с песней «Time».

## История группы
История создания группы началась с детского знакомства Жени Галича с Денисом Мизюком в 1994 году. Большое желание обоих играть рок-н-ролл привело к появлению в 1999 году группы «Крути Педали», которая просуществовала до 2005 года. 4 февраля 2005 года в Полтаве была основана новая группа «О.Torvald». В состав коллектива из «Педалей» перешли Женя Галич (вокал), Денис Мизюк (гитара), Александр Нечипоренко (гитара) и Игорь Одарюк (сменил тромбон на бас-гитару). К команде присоединился барабанщик. Уже через 5 месяцев (2006 год) музыканты переехали в Киев и арендовали большой частный дом, в котором первое время жили все вместе.
Как и все молодые группы, O.Torvald принимали участие в конкурсных фестивалях, в частности выступали на фестивале «Червона Рута», «Перлини сезону», Таврийских играх и GBOB. Параллельно группа записывала свои песни, многие из которых так и остались в демовариантах. В конце 2007 года на одной из киевских студий O.Torvald начал записывать свой дебютный альбом, сведение доверили Саше Пипе (экс-ВВ, Attraktor). Диск с одноимённым названием O.Torvald — 2008 увидел свет в мае 2008-го на лейбле «Весна Music», музыканты подкрепили его видеоклипом на песню «Не залишай».
После выхода дебютного альбома об O.Torvald заговорили серьёзно, группа всё чаще стала появляться на телевидении, радио и в других СМИ. Следующее видео сняли уже не на песню из альбома, а на старый трек «Почуття». В начале 2009 года американский режиссёр украинского происхождения Алекс Баев связался с группой O.Torvald и предложил ей снять два видеоклипа. Клипмейкер давно мечтал создать видео для группы с родины. Было решено снять клипы на песню из альбома O.Torvald «Киев-Лондон» и на совсем свежую запись «Не грузи». Таким образом в течение двух месяцев музыканты получили два видеоклипа.
Массовое признание пришло к группе после издания второго альбома «В Тобі» в сентябре 2011 года. Трек-лист альбома состоял из 12 песен, на три из которых были сняты видеоклипы. O.Torvald презентовали свою пластинку в 30 городах Украины во время своего осеннего турне, которое называлось «В ТОБІ TOUR 2011». Второй альбом группы под названием «В Тобі» во многом отличался от дебютной пластинки. С приходом в группу нового барабанщика и басиста группа зазвучала по-другому. Начиная с 2011 года O.Torvald постоянно давала концерты и расширяля географию своих выступлений. Уже в первой половине 2012 группа продолжила концертировать в городах, в которых успела сыграть осенью. Летом 2012 года были запланированы выступления на украинских, российских и европейских фестивалях.
12 июня 2012 года открывали концерт «PROSTOROCK» в Одессе, где хэдлайнерами выступили всемирно известные Garbage и Linkin Park.
Осенью 2012 года вышел альбом «ПРИМАТ».
В 2014 году вышел четвёртый альбом. Саунд-продюсером альбома выступил фронтмен группы «Бумбокс» Андрей Хлывнюк. 4 декабря 2014 года группа выпустила клип на заглавную песню «Все з початку».
В 2015 году группа записала заглавную песню к сериалити «Киев днем и ночью».
На протяжении 2016 года коллектив записывал новый альбом «#нашілюдивсюди». Альбом вышел 1 сентября и поддался как жёсткой критике со стороны фанатов, так и получил множество хвалебных отзывов. Группа записала песню «Твой дух — твоё оружие», которая стала саундтреком к фильму «Правила боя», в котором солист группы Женя Галич сыграл главную роль в звёздной компании Алексея Горбунова и Александра Усика. Премьера фильма состоялась 26 января 2017 года. Группа провела всеукраинский тур в поддержку альбома, посетила 22 города Украины, и весной 2017 года уехала в тур по западноевропейским странам.

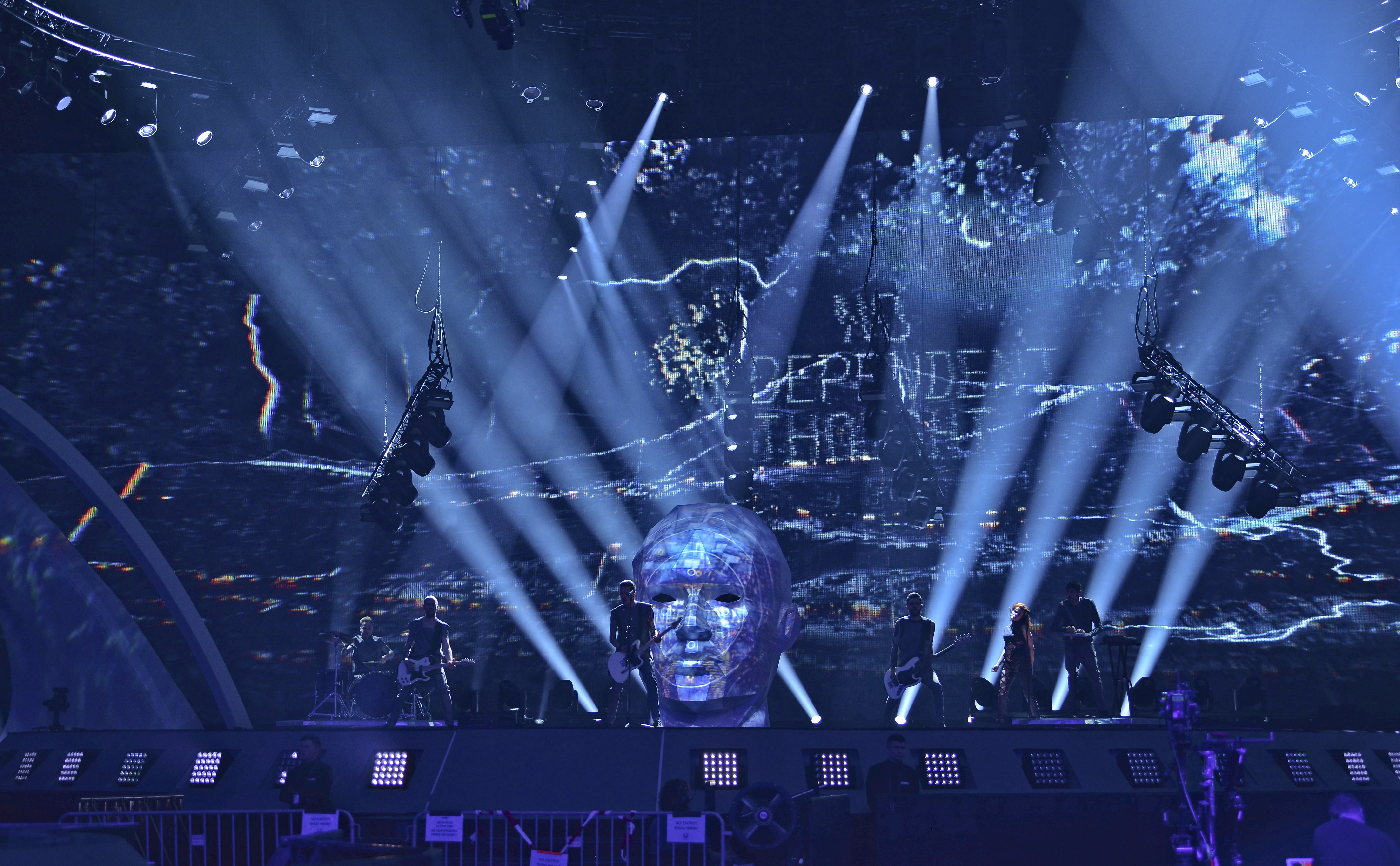
Группа O.Torvald на «Евровидении-2017»

13 февраля 2017 года O.Torvald представили трек для отбора на «Евровидение-2017», в котором группа приняла участие 18 февраля 2017 года. 25 февраля была выбрана Украиной для участия в «Евровидении-2017» в Киеве с песней «Time». По итогам совместного голосования членов жюри и телезрителей группа получила 36 баллов и заняла 24-е место среди 26 участников, показав худший результат за всю историю выступления Украины в конкурсе.
В начале 2018 года Александр Солоха покинул группу и переехал в Польшу. В группу пришёл Вадим Колесниченко, который также являлся барабанщиком в группе «Скрябин». 13 марта 2018 года был представлен клип на песню «Ліхтарі» с альбома «Бісайди». Через неделю начался первый большой тур группы в Европе. Он охватил 10 городов Польши, Германии, Чехии и Австрии. 4 марта было объявлено, что в группу вернулся Александр Солоха.
18 апреля 2019 года состоялись премьеры песен и клипов группы O.Torvald «Два Нуль Один Вісім» и «Назовні», которые ознаменовали окончание творческой паузы, начатой в 2018-м. 4 июля состоялась премьера клипа «Десь не тут».

## Состав группы

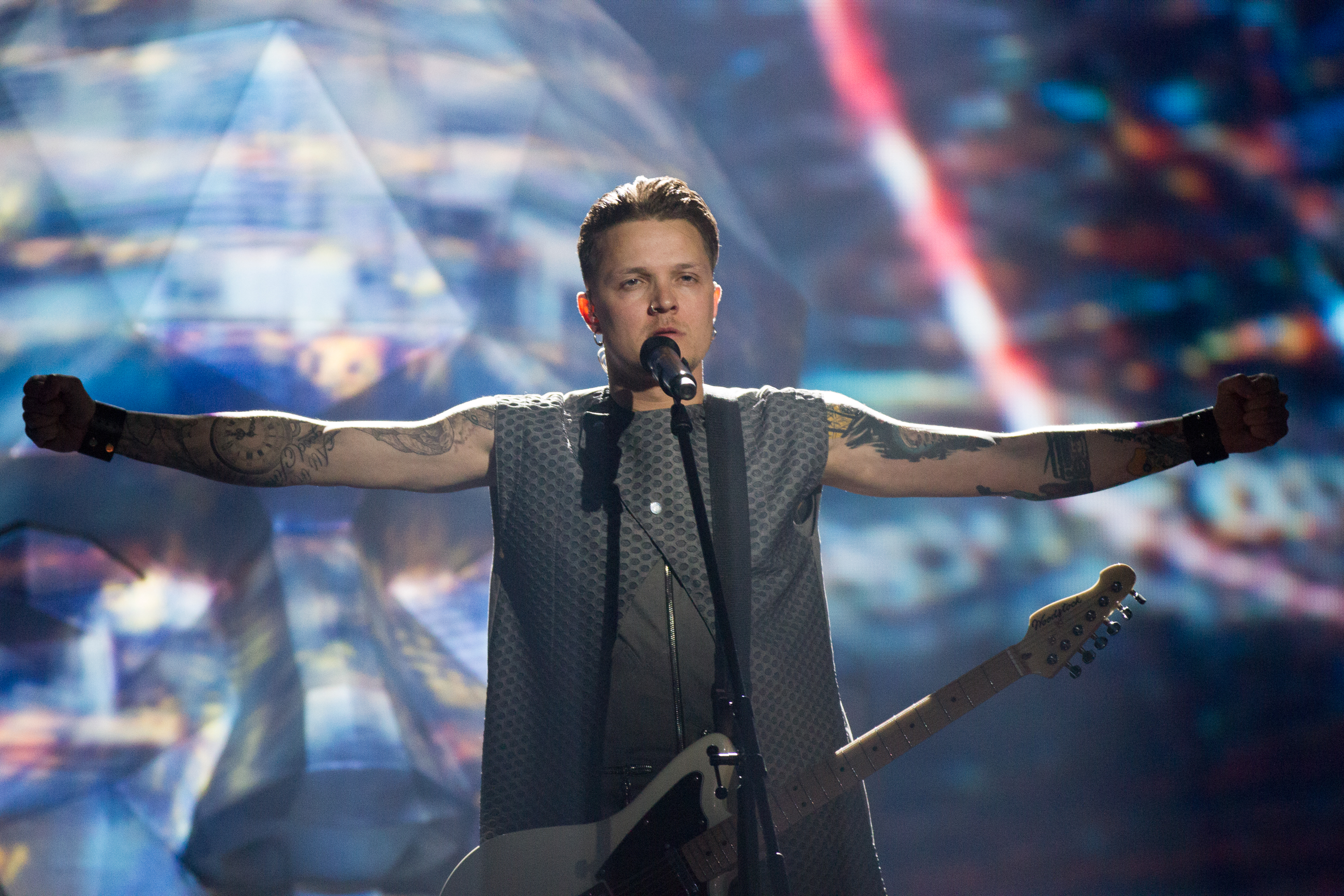
Евгений Галич

- Евгений Галич — вокал (с 2005), ритм-гитара (с 2011)
- Денис Мизюк — соло-гитара, бэк-вокал (с 2005)
- Николай «Полярник» Райда — диджей, клавишные, доп.гитара (с 2008)
- Евгений Ильин — бас-гитара (с 2017)

Бывшие участники
- Александр Солоха — ударные (2011—2017, 2018)
- Александр Нечипоренко — ритм-гитара (2005—2011)
- Андрей Литвинюк — ударные (2005—2008)
- Владимир Яковлев — ударные (2008—2011)
- Игорь Одарюк — бас-гитара (2005—2010)
- Дмитрий Маличев — бас-гитара (2010—2011)
- Владимир Ярошенко — бас-гитара (2011—2014)
- Никита Васильев — бас-гитара, бэк-вокал (2014—2017)
- Вадим Колисниченко — ударные (2018)
- Анастасия «Hebi» Середа — ударные (2019—2020)

## Дискография

### Альбомы
- «О.Torvald» (2008)
- «В тобі» (2011)
- «Акустичний» (2012)
- «Примат» (2012)
- «Ти є» (2014)
- «#нашілюдивсюди (2016)
- «Бісайди» (2017)
- «Diller Kaifu» (2019)

### Видеоклипы
| Год  | Название                                            | Язык       | Режиссер                  | Альбом           |
| ---- | --------------------------------------------------- | ---------- | ------------------------- | ---------------- |
| 2006 | «Не залишай»                                        | украинский | Евгений Купоносов         | «O.Torvald»      |
| 2008 | «Мама»                                              | украинский | концертное видео          | «O.Torvald»      |
| 2008 | «Почуття»                                           | украинский |                           | "Акустичний"     |
| 2008 | «Зі мною ти»                                        | украинский |                           | «O.Torvald»      |
| 2009 | «Київ-Лондон»                                       | украинский |                           | «O.Torvald»      |
| 2009 | «Не грузи»                                          | украинский |                           | сингл            |
| 2010 | «УЙ» (вместе с Вова зі Львова)                      | украинский |                           | сингл            |
| 2010 | «Качай»                                             | украинский |                           | «В тобі»         |
| 2011 | «Нас двоє»                                          | украинский |                           | «В тобі»         |
| 2011 | «Не відпускай»                                      | украинский | Александр «Monkey X» Швец | «В тобі»         |
| 2012 | «Без тебе»                                          | украинский | Оля Журба                 | сингл            |
| 2012 | «Светлые Дни» (вместе с the Flame)                  | русский    |                           | сингл            |
| 2012 | «Mr.DJ»                                             | украинский | Евгений Ножечкин          | «Примат»         |
| 2013 | «Не вона»                                           | украинский | Станислав Гуренко         | «Примат»         |
| 2014 | «Все з початку»                                     | украинский | Денис Дужник              | «Ти Є»           |
| 2015 | «Там де я»                                          | украинский | Андрей Бояр               | «Ти Є»           |
| 2016 | «Сніг»                                              | украинский | Кадим Тарасов             | «Ти Є»           |
| 2016 | «Киев днём и ночью» (OST «Киев Днем и Ночью», 2016) | русский    |                           |                  |
| 2016 | Твой дух — твое оружие (OST «Правило бою», 2016)    | русский    |                           | «#нашілюдивсюди» |
| 2016 | «#нашілюдивсюди»                                    | украинский | Ross Lane                 | «#нашілюдивсюди» |
| 2017 | L.V. (Скрябін cover)                                | украинский |                           |                  |
| 2018 | Ліхтарі                                             | украинский |                           | «Бісайди»        |
| 2019 | Два Нуль Один Вісім                                 | украинский | Артем Титеев              |                  |
| 2019 | Назовні                                             | украинский | Артем Титеев              |                  |
| 2019 | Десь не тут                                         | украинский |                           |                  |